# Liste des stations Western
Liste des stations du métro de Chicago nommées Western: 
- Ligne bleue sur la Congress Branch : Western
- Ligne bleue sur la O'Hare Branch : Western
- Ligne brune sur la Ravenswood Branch : Western
- Ligne orange sur la Midway Branch : Western
- Ligne rose sur la Douglas Branch : Western